# Čeperka
Čeperka är en ort i Tjeckien.   Den ligger i regionen Pardubice, i den centrala delen av landet, 100 km öster om huvudstaden Prag. Čeperka ligger 226 meter över havet och antalet invånare är 949.
Terrängen runt Čeperka är platt.Runt Čeperka är det ganska tätbefolkat, med 172 invånare per kvadratkilometer. Närmaste större samhälle är Hradec Králové, 9,5 km nordost om Čeperka. Trakten runt Čeperka består till största delen av jordbruksmark.